# Tavares
Tavares (també coneguda com a The Tavares Brothers) és una formació de rythm&blues, funk i música disco nord-americana, fundada per cinc germans a la ciutat de Providence (Rhode Island).
Feliciano (Butch), Perry Lee (Tiny), Victor, Antone (Chubby), Arthur (Pooch) i Ralph Tavares tenien els seus orígens familiars a Cap Verd, i van aprendre les seves primeres nocions musicals del seu pare, Feliciano (Flash) Tavares i la seva mare Albina Gomes, que van formar part de l'emigració de Portugal i Cap Verd a les zones pesqueres de Nova Anglaterra.
Flash Tavares va fusionar la música tradicional de Cap Verd i alguns ritmes nord americans, creant un estil propi. Albina Gomes era cantant en bandes importants de la regió, d'estil jazzístic o llatí. La música era ben present a la llar del set germans Tavares, que ben aviat van crear diversos grups (The Del Rios, The Tunrpikes, etc.), fins que l'any 1972 van enregistrar el primer single com a Tavares, per Capitol Records, que contenia Check It Out i The Judgment Day. Va arribar al número 5 de la llista de R&B.
Però al llarg de la dècada del 1970 els estils musicals procedents de la població negra nord americana es popularitzaren en tots els sectors de la població i arreu del món, raó per la qual els grups afroamericans van poder fer el salt a les llistes d'èxits generals. La irrupció de música per ballar a partir de 1974 va oferir un espai musical que la formació va saber aprofitar.
L'impuls definitiu va ser quan Freddie Perren va deixar la Motown després de compondre pels Jackson 5, i el 1976 va arribar a la discogràfica Capitol i es va fer càrrec dels Tavares, pels que va fer els seus dos primers números 1 de les llistes de música de ball, Heaven Must Be Missing An Angel i Don't Take Away The Music. L'any següent (1977) van incloure la seva cançó More than a woman a la BSO de Saturday Night Fever.

## Àlbums d'estudi
| 1974                                                                                   | Check It Out     | 160 | 20 | —  | —  | — | —  | Capitol |
| 1974                                                                                   | Hard Core Poetry | 121 | 11 | —  | —  | — | —  | Capitol |
| 1975                                                                                   | In the City      | 26  | 8  | —  | 93 | — | —  | Capitol |
| 1976                                                                                   | Sky High!        | 24  | 20 | 36 | 7  | 2 | 22 | Capitol |
| 1977                                                                                   | Love Storm       | 59  | 15 | 99 | 67 | — | —  | Capitol |
| 1978                                                                                   | Future Bound     | 115 | 55 | —  | —  | — | —  | Capitol |
| 1979                                                                                   | Madam Butterfly  | 92  | 13 | —  | 90 | — | —  | Capitol |
| 1980                                                                                   | Supercharged     | 75  | 20 | —  | —  | — | —  | Capitol |
| 1980                                                                                   | Love Uprising    | 205 | —  | —  | —  | — | —  | Capitol |
| 1981                                                                                   | Loveline         | —   | —  | —  | —  | — | —  | Capitol |
| 1982                                                                                   | New Directions   | 137 | 30 | —  | —  | — | —  | RCA     |
| 1983                                                                                   | Words and Music  | 208 | 48 | —  | —  | — | —  | RCA     |
| "—" indica una gravació que no va arribar a les llistes o que no es va editar al país. |                  |     |    |    |    |   |    |         |

## Compilacions
| 1977                                                                                   | The Best of Tavares                             | 72 | 42 | —  | 39 | - UK: Silver | Capitol     |
| 1993                                                                                   | Capitol Gold: The Best of Tavares               | —  | —  | 28 | —  |              | Capitol     |
| 1996                                                                                   | The Greatest Hits                               | —  | —  | —  | —  |              | EMI         |
| 1997                                                                                   | It Only Takes a Minute: A Lifetime with Tavares | —  | —  | —  | —  |              | EMI         |
| 2001                                                                                   | The Best of Tavares                             | —  | —  | —  | —  |              | EMI-Capitol |
| 2002                                                                                   | Classic Masters                                 | —  | —  | —  | —  |              | Capitol     |
| 2004                                                                                   | Anthology                                       | —  | —  | —  | —  |              | Capitol     |
| "—" indica una gravació que no va arribar a les llistes o que no es va editar al país. |                                                 |    |    |    |    |              |             |

## Senzills
| 1973                                                                                   | "Check It Out"                                            | 35 | 5  | —  | —  | —  | —  | —  | —  | —  | —  |                         |
| 1974                                                                                   | "That's the Sound That Lonely Makes"                      | 70 | 10 | —  | —  | —  | —  | —  | —  | —  | —  |                         |
| 1974                                                                                   | "Too Late"                                                | 59 | 10 | —  | —  | —  | 67 | —  | —  | —  | —  |                         |
| 1974                                                                                   | "She's Gone"                                              | 50 | 1  | —  | —  | —  | 96 | —  | —  | —  | —  |                         |
| 1975                                                                                   | "Remember What I Told You to Forget" (A-side)             | 25 | 4  | —  | —  | —  | 46 | —  | —  | —  | —  |                         |
| 1975                                                                                   | "My Ship" (B-side)                                        | 25 | —  | —  | —  | —  | —  | —  | —  | —  | —  |                         |
| 1975                                                                                   | "It Only Takes a Minute"                                  | 10 | 1  | 2  | —  | —  | 17 | —  | —  | —  | —  |                         |
| 1975                                                                                   | "Free Ride"                                               | 52 | 8  | —  | —  | —  | 71 | —  | —  | —  | —  |                         |
| 1976                                                                                   | "The Love I Never Had"                                    | —  | 11 | —  | —  | —  | —  | —  | —  | —  | —  |                         |
| 1976                                                                                   | "Heaven Must Be Missing an Angel (Part 1)"                | 15 | 3  | 1  | 18 | 30 | 11 | 9  | 1  | 30 | 4  | - US: Gold - UK: Silver |
| 1976                                                                                   | "Don't Take Away the Music"                               | 34 | 14 | 1  | —  | —  | 48 | 7  | 5  | —  | 4  | - UK: Silver            |
| 1977                                                                                   | "The Mighty Power of Love"                                | —  | —  | —  | —  | —  | —  | —  | —  | —  | 25 |                         |
| 1977                                                                                   | "Whodunit"                                                | 22 | 1  | —  | 31 | 32 | 15 | —  | 7  | 3  | 5  |                         |
| 1977                                                                                   | "One Step Away"                                           | —  | —  | —  | —  | —  | —  | —  | —  | —  | 16 |                         |
| 1977                                                                                   | "Goodnight My Love"                                       | —  | 14 | —  | —  | —  | —  | —  | —  | —  | —  |                         |
| 1977                                                                                   | "More Than a Woman"                                       | 32 | 36 | —  | —  | —  | 29 | —  | 34 | —  | 7  |                         |
| 1977                                                                                   | "I Wanna See You Soon" (with Freda Payne)                 | —  | —  | —  | —  | —  | —  | —  | —  | —  | —  |                         |
| 1978                                                                                   | "The Ghost of Love (Part 1)"                              | —  | 48 | —  | —  | —  | —  | —  | —  | —  | 29 |                         |
| 1978                                                                                   | "Timber"                                                  | —  | 94 | —  | —  | —  | —  | —  | —  | —  | —  |                         |
| 1978                                                                                   | "Slow Train to Paradise"                                  | —  | —  | —  | —  | —  | —  | 18 | —  | —  | 62 |                         |
| 1978                                                                                   | "Never Had a Love Like This Before"                       | —  | 5  | —  | —  | —  | —  | —  | —  | —  | —  |                         |
| 1979                                                                                   | "Straight from Your Heart"                                | —  | 77 | —  | —  | —  | —  | —  | —  | —  | —  |                         |
| 1979                                                                                   | "Bad Times"                                               | 47 | 10 | —  | —  | —  | —  | —  | —  | —  | —  |                         |
| 1980                                                                                   | "I Can't Go on Living Without You"                        | —  | 42 | —  | —  | —  | —  | —  | —  | —  | —  |                         |
| 1980                                                                                   | "Love Uprising"                                           | —  | 17 | —  | —  | —  | —  | —  | —  | —  | —  |                         |
| 1981                                                                                   | "Loneliness"                                              | —  | 64 | —  | —  | —  | —  | —  | —  | —  | —  |                         |
| 1981                                                                                   | "Turn Out the Nightlight"                                 | —  | 45 | —  | —  | —  | —  | —  | —  | —  | —  |                         |
| 1981                                                                                   | "Loveline"                                                | —  | 47 | —  | —  | —  | —  | —  | —  | —  | —  |                         |
| 1982                                                                                   | "A Penny for Your Thoughts"                               | 33 | 16 | —  | 15 | 60 | —  | —  | 45 | 17 | —  |                         |
| 1983                                                                                   | "Got to Find My Way Back to You"                          | —  | 24 | —  | —  | —  | —  | —  | —  | —  | —  |                         |
| 1983                                                                                   | "Deeper in Love"                                          | —  | 10 | 41 | —  | —  | —  | —  | —  | —  | —  |                         |
| 1983                                                                                   | "Words and Music"                                         | —  | 29 | —  | —  | —  | —  | —  | —  | —  | —  |                         |
| 1985                                                                                   | "Heaven Must Be Missing an Angel (Remix by Ben Liebrand)" | —  | —  | —  | —  | —  | —  | 8  | 11 | —  | 12 |                         |
| 1985                                                                                   | "Don't Take Away the Music (Hands off the Music Mix)"     | —  | —  | —  | —  | —  | —  | —  | 48 | —  | —  |                         |
| 1986                                                                                   | "It Only Takes a Minute (remescala de Ben Liebrand)"      | —  | —  | —  | —  | —  | —  | —  | —  | —  | 46 |                         |
| "—" indica una gravació que no va arribar a les llistes o que no es va editar al país. |                                                           |    |    |    |    |    |    |    |    |    |    |                         |